# Colleen Haskell
Colleen Marie Haskell (* 6. prosince 1976 v Bethesdě, Maryland, USA) se narodila Johnovi a Patricii Haskellovým. Studovala na Walter Johnson High School a později graduovala na University od Georgia. Do povědomí se dostala účastí v americké reality show Kdo přežije: Borneo a jednou z hlavních rolí ve filmu Zvíře.

## Kdo přežije
Jedna z jejích nejvýznačnějších rolí je role soutěžící v první řadě Kdo přežije. Stala se trosečnicí v kmenu Pagong. Kmenu, který byl v porovnání s kmenem Tagi, složen převážně z mladých dospělých lidí. Krátce po začátku byla Colleen spojována se soutěžícím Gregem Buisem a spoluúčastnice z kmene Pagong, Jenna Lewis, spekulovala o tom, že jejich přátelský vztah se mění na romanci. Oba však neoblomě tuto teorii vyvraceli a Colleen nakonec žertovala slovy „celé to bylo jen o sexu.“ Po sloučení byl zbytek kmene Pagong překvapen strategií Tagiů. Ti je postupně „odstřelovali.“ Colleen však byla velmi oblíbená i mezi těmi, kteří eliminovali členy kmene Pagong a to natolik, že zůstala poslední původní soutěžící kmene Pagong, která v soutěži zbyla. Colleen byla u amerického publika velmi populární a Bryant Gumbel ji kvůli její fair play, vtipným poznámkách a vzhledu „holky od vedle“ označil za „Miláčka Ameriky“. Colleen vyhrála individuální výzvu, která vyžadovala odhad, kolik zhubla od začátku soutěže. Vyhrála tabulku čokolády, kterou rozlámala a podělila se o ní s ostatními členy sloučeného týmu.
Často je spojována s organizování první aliancí, nazývanou jako „BBQ Aliance“, když vyhrála večeři s barbecue a vybrala Jennu Lewis, aby se s ní podělila. Tyto dvě vykouzlily plán na zničení aliance Tagiů a úspěch ve hře. Tento pokus o alianci byl definitivně neúspěšný, když dívky neuspěly v ovládnutí jejich cílů Kelly a Seana.
Potom co nebyla zvolena, řekla ostatní trosečníkům „Buďte hodní, hrajte fér“ („Be nice, play fair.“). Řekla to krátce před tím než byla její pochodeň uhašena. Poté, co odešla, Richard Hatch ji okomentoval jako „báječného člověka.“
Díky její nezměrné popularitě se doufalo v její druhou účast v Kdo přežije: Návrat hvězd v roce 2004. Producent Mark Burnett později potvrdil, že Colleen Haskell bylo skutečně nabídnuto místo v show, ale že odmítla nabídku se slovy, že „pokračuje ve svém životě a opravdu tím nechce projít znovu.“

## Herectví
V roce 2001 získala hlavní roli v komedii Zvíře, ve které hraje lásku Roba Schneidera. Schneider práci s Colleen komentuje jako jednu z nejzábavnější části točení filmu. Haskell později pracovala jako asistentka režiséra Michael Essany Show v roce 2003.